# Reichstagswahlkreis Herzogtum Sachsen-Altenburg

Die Wahlkreisaufteilung des Deutschen Reichs.

Der Reichstagswahlkreis Herzogtum Sachsen-Altenburg (Wahlkreis 366) war ein Wahlkreis für die Reichstagswahlen im Deutschen Reich und im Norddeutschen Bund von 1867 bis 1918.

## Wahlkreiszuschnitt
Der Wahlkreis umfasste das Fürstentum Herzogtum Sachsen-Altenburg.
| Jahr | Einwohner |
| ---- | --------- |
| 1890 | 170.864   |
| 1895 | 180.313   |
| 1900 | 194.914   |
| 1905 | 206.508   |
| 1910 | 216.128   |

|      | Landwirtschaft | Industrie und Gewerbe | Handel und Dienstleistungen |
| ---- | -------------- | --------------------- | --------------------------- |
| 1895 | 39,0           | 45,4                  | 15,6                        |
| 1907 | 29,4           | 54,9                  | 15,6                        |

|      | Evangelisch | Katholisch |
| ---- | ----------- | ---------- |
| 1890 | 98,6        | 1,2        |
| 1905 | 97,1        | 2,6        |
| 1910 | 96,2        | 3,4        |

## Abgeordnete
| Wahl                                 | Abgeordneter          | Partei                      | Bild |
| ------------------------------------ | --------------------- | --------------------------- | ---- |
| Reichstagswahl Februar 1867 bis 1878 | Gustav Richard Wagner | Nationalliberale Partei     | 0    |
| Reichstagswahl 1878 bis 1880         | Karl Findeisen        | Freikonservative Partei     | 0    |
| Ersatzwahl 1880 bis 1881             | Eduard Kaempffer      | Deutsche Fortschrittspartei | 0    |
| Reichstagswahl 1881 bis 1884         | Karl Vogel            | Freikonservative Partei     | 0    |
| Reichstagswahl 1884 bis 1887         | Julius Herrmann       | Deutsche Fortschrittspartei | 0    |
| Reichstagswahl 1887 bis 1898         | Iwan Baumbach         | Freikonservative Partei     | 0    |
| Reichstagswahl 1898 bis 1903         | Hermann von Bloedau   | Bund der Landwirte          | 0    |
| Reichstagswahl 1903 bis 1904         | Bruno Buchwald        | SPD                         | 0    |
| Ersatzwahl 1904 bis 1907             | Max Porzig            | Konservativ                 | 0    |
| Reichstagswahl 1907 bis 1912         | Edmund Schmidt        | Freikonservative Partei     | 0    |
| Reichstagswahl 1912 bis 1918         | Hermann Käppler       | SPD                         |      |

## Wahlen

### 1890
Bei der Reichstagswahl 1890 fand nur ein Wahlgang (20. Februar 1890) statt. Die Zahl der abgegebenen Stimmen betrug 29.192, die Wahlbeteiligung 78,7 %. 215 Stimmen waren ungültig.
| Kandidat       | Partei | Stimmen | in % | Anmerkungen |
| -------------- | ------ | ------- | ---- | ----------- |
| 0              | DF     | 3818    | 13,2 | 0           |
| Iwan Baumbach  | RP     | 14765   | 50,9 | 0           |
| Bruno Buchwald | S      | 10.393  | 35,9 | 0           |
| Sonstige       | 0      | 4       | 0    | 0           |

### 1893
Bei der Reichstagswahl 1893 einigten sich die Kartellparteien (NLP und Konservative) auf einen Wahlkreiskandidaten der DRP, den Mandatsinhaber Iwan Baumbach. Es fand nur ein Wahlgang (15. Juni 1893) statt. Die Zahl der abgegebenen Stimmen betrug 29.989, die Wahlbeteiligung 78,3 %. 100 Stimmen waren ungültig.
| Kandidat       | Partei | Stimmen | in % | Anmerkungen |
| -------------- | ------ | ------- | ---- | ----------- |
| Rudolf Virchow | FVP    | 1210    | 4,0  | 0           |
| Iwan Baumbach  | RP     | 16.245  | 54,4 | 0           |
| Bruno Buchwald | S      | 12.429  | 41,6 | 0           |
| Sonstige       | 0      | 5       | 0    | 0           |

### 1898
Bei der Reichstagswahl 1898 einigten sich die Kartellparteien (NLP und Konservative) erneut auf einen Wahlkreiskandidaten des BdB, den BdL-Vorsitzenden in Altenburg Hermann von Bloedau. Es fand nur ein Wahlgang (16. Juni 1898) statt. Die Zahl der abgegebenen Stimmen betrug 31.259, die Wahlbeteiligung 76,5 %. 171 Stimmen waren ungültig.
| Kandidat            | Partei | Stimmen | in % | Anmerkungen |
| ------------------- | ------ | ------- | ---- | ----------- |
| Hermann von Bloedau | BdL    | 15.875  | 51,1 | 0           |
| Schmidt             | FVP    | 1040    | 3,3  | 0           |
| Bruno Buchwald      | S      | 14.143  | 45,5 | 0           |
| Sonstige            | 0      | 30      | 0    | 0           |

### 1903
Bei der Reichstagswahl 1903 einigten sich die liberalen und konservativen Parteien nur unter Mühen auf einen Wahlkreiskandidaten des BdB, Hermann von Bloedau. Dieser hatte sich im Reichstag gegen den Freihandel ausgesprochen. Erst als er sich bereit erklärt hatte, im Reichstag den Handelsverträge zustimmen zu werden, unterstützen ihn die anderen Parteien. Es fand nur ein Wahlgang (16. Juni 1903) statt. Die Zahl der abgegebenen Stimmen betrug 31.259, die Wahlbeteiligung 76,5 %. 171 Stimmen waren ungültig.
| Kandidat            | Partei | Stimmen | in % | Anmerkungen |
| ------------------- | ------ | ------- | ---- | ----------- |
| Hermann von Bloedau | BdL    | 14.498  | 40,0 | 0           |
| Hartmann            | FVP    | 2993    | 8,3  | 0           |
| Bruno Buchwald      | S      | 18.695  | 51,6 | 0           |
| Sonstige            | 0      | 31      | 0,1  | 0           |

### 1904
Die Wahl von Buchwald wurde im Rahmen der Wahlprüfung für ungültig erklärt, da Staatsminister von Helldorf unzulässigerweise im Wahlkampf gegen Hermann von Bloedau Stellung bezogen hatte. Nach der Niederlage im vorherigen Jahr einigten sich die liberalen und konservativen Parteien nun auf den konservativen Oberlandesgerichtsrat Max Porzig, der erklärte, er werde eine „Mittelstandspolitik“ gemäß den Prinzipien des BdL vertreten. Die FVP stellte keinen Kandidaten auf, verzichtete aber auf einen formlichen Aufruf zu Gunsten Porzigs. Bei der Ersatzwahl 1904 fand nur ein Wahlgang (29. April 1904) statt. Die Zahl der abgegebenen Stimmen betrug 35.672, die Wahlbeteiligung 81,8 %. 148 Stimmen waren ungültig.
| Kandidat       | Partei | Stimmen | in % | Anmerkungen |
| -------------- | ------ | ------- | ---- | ----------- |
| Max Porzig     | K      | 18.083  | 50,9 | 0           |
| Bruno Buchwald | S      | 17.427  | 49,1 | 0           |
| Sonstige       | 0      | 14      | 0    | 0           |

### 1907
Bei der Reichstagswahl 1907 einigten sich die Kartellparteien (NLP und Konservative) auf einen Wahlkreiskandidaten der Reichspartei, den Geheimen Kommerzienrat Schmidt. FVP und FVg einigten sich ebenfalls auf einen Kandidaten. Es fanden zwei Wahlgänge statt. Beim ersten Wahlgang am 25. Januar 1907 betrug die Zahl der abgegebenen Stimmen 42.271 und die Wahlbeteiligung 92,4 %. 119 Stimmen waren ungültig.
| Kandidat           | Partei  | Stimmen | in % | Anmerkungen |
| ------------------ | ------- | ------- | ---- | ----------- |
| Höfer              | FVg     | 7223    | 17,1 | 0           |
| Józef Chociszewski | Polen   | 31      | 0,1  | 0           |
| Edmund Schmidt     | RP      | 15,702  | 37,3 | 0           |
| Bruno Buchwald     | S       | 19.092  | 45,3 | 0           |
| Matthias Erzberger | Zentrum | 96      | 0,2  | 0           |
| Sonstige           | 0       | 8       | 0    | 0           |

Bei der Stichwahl am 5. Februar 1907 betrug die Zahl der abgegebenen Stimmen 42.537 und die Wahlbeteiligung 93,0 %. 337 Stimmen waren ungültig. FVP und FVg unterstützten Schmidt in der Stichwahl tatkräftig.
| Kandidat       | Partei | Stimmen | in % | Anmerkungen |
| -------------- | ------ | ------- | ---- | ----------- |
| Edmund Schmidt | RP     | 22.563  | 53,5 | 0           |
| Bruno Buchwald | S      | 19.637  | 46,5 | 0           |

### 1912
Bei der Reichstagswahl 1912 stellte der „Reichsverein für das Herzogtum Sachsen-Anhalt“, der lokale Wahlverein der NLP und der Konservativen wieder Schmidt auf. Dies widersprach dem Wahlabkommen für Thüringen der NLP mit der FoVP, nachdem die NLP den FoVP-Kandidaten hätte unterstützen müssen. Die lokalen Vertreter der NLP erklärten, an diesem Abkommen nicht mitgewirkt zu haben und blieben bei der Unterstützung Schmidts. Daraufhin löste die NLP Thüringens den Wahlkreisverein auf. Schmidt erklärte öffentlich im Falle einer Stichwahl von FoVP und SPD den liberalen Kandidaten unterstützen zu wollen.
Es fanden zwei Wahlgänge statt. Beim ersten Wahlgang am 12. Januar 1912 betrug die Zahl der abgegebenen Stimmen 44.035 und die Wahlbeteiligung 92,6 %. 182 Stimmen waren ungültig.
| Kandidat           | Partei | Stimmen | in % | Anmerkungen |
| ------------------ | ------ | ------- | ---- | ----------- |
| Peipelmann         | FoVO   | 9273    | 21,1 | 0           |
| Józef Chociszewski | Polen  | 70      | 0,2  | 0           |
| Edmund Schmidt     | RP     | 13.085  | 29,8 | 0           |
| Hermann Käppler    | S      | 21.422  | 48,9 | 0           |
| Sonstige           | 0      | 3       | 0    | 0           |

Die Fortschrittliche Volkspartei weigerte sich, in der Stichwahl zugunsten Schmidts Stellung zu nehmen. Bei der Stichwahl am 22. Januar 1912 betrug die Zahl der abgegebenen Stimmen 44.446 und die Wahlbeteiligung 93,5 %. 894 Stimmen waren ungültig.
| Kandidat        | Partei | Stimmen | in % | Anmerkungen |
| --------------- | ------ | ------- | ---- | ----------- |
| Edmund Schmidt  | RP     | 19.080  | 43,8 | 0           |
| Hermann Käppler | S      | 24.472  | 56,2 | 0           |